# Edgar Röhricht
Edgar Röhricht (Liebau, 16 giugno 1892 – Linz am Rhein, 11 febbraio 1967) è stato un generale tedesco della Wehrmacht durante la seconda guerra mondiale.

## Biografia
Röhricht era figlio di un postino ed il 1º ottobre 1912 decise di intraprendere la carriera militare entrando a far parte del 8º reggimento granatieri dell'esercito imperiale tedesco come volontario per un anno. Con lo scoppio della prima guerra mondiale, scese in campo col 157º reggimento di fanteria e divenne aiutante del suo reggimento. Dopo la guerra, raggiunto il grado di primo tenente (dal 20 giugno 1918) fece servizio nel corpo di guardie in Slesia, prima di essere assunto nel 1920 nel Reichswehr. Raggiunto il grado di capitano, lavorò presso l'ufficio stampa del dipartimento delle forze armate del ministero della difesa sotto la direzione di Kurt von Schleicher.
Röhricht assunse un atteggiamento riservato nei confronti del regime nazionalsocialista. Fu uno dei pochi militari tedeschi a riconoscere chiaramente la responsabilità di Adolf Hitler nell'uccisione di Ernst Röhm e altri personaggi impopolari. La sua opposizione più acclarata al regime nazista, ad ogni modo, si intensificò nel 1935 quando venne a sapere di essere sotto l'occhio costante della Gestapo per i suoi presunti rapporti sospetti con circoli di emigranti. Röhricht fece a quel punto domanda di trasferimento sul campo e passò alla 19ª divisione di fanteria di stanza ad Hannover da quello stesso 1935. Nel 1936 ottenne il grado di tenente colonnello e divenne primo ufficiale di stato maggiore presso il Wehrkreiskommando IV di Dresda, divenendo assistente del maggiore generale Friedrich Olbricht. A Dresda conobbe anche Carl Friedrich Goerdeler, col quale intraprese un rapporto di amicizia. Edgar Röhricht entrò così in contatto con due dei principali leader del successivo tentativo di assassinio di Hitler del 20 luglio 1944. Poiché Goerdeler conosceva l'atteggiamento politico di Röhricht, avanzò a lui la sua richiesta di intervento immediato da parte della Wehrmacht contro il governo dei nazisti. Röhricht respinse l'uso della Wehrmacht nell'operazione perché riteneva che le truppe non avrebbero seguito questo ordine.
Nell'estate del 1939 venne promosso al rango di colonnello, ottenendo il comando del 34º reggimento di fanteria di stanza a Heilbronn. Nell'ottobre del 1939 venne trasferito come capo del dipartimento di addestramento della fanteria presso l'alto comando dell'esercito. Röhricht divenne quindi capo di stato maggiore dell'alto comando della 1ª armata in Francia dall'ottobre del 1940 al giugno del 1942 e venne promosso al grado di maggiore generale il 1º gennaio 1942. Durante questo periodo ebbe modo di incontrare nuovamente Carl Friedrich Goerdeler e di discutere con lui ancora una volta di un tentativo di colpo di stato, ancora una volta non messo in pratica.
Comandò quindi la 95ª divisione di fanteria impegnata presso Ržev, sul fronte orientale, dall'autunno del 1942 al dicembre del 1943. Analizzando la situazione al fronte, si rese da subito conto che la guerra sarebbe stata un massacro totale e che il Reich era destinato a non poterla vincere, condividendo questa prospettiva anche con altri ufficiali. Edgar Röhricht, come egli stesso ebbe a spiegare nelle sue memorie pubblicate nel 1965 con l'evocativo titolo Dovere e coscienza, espresse molto chiaramente lo stato d'animo suo e della truppa che da un lato voleva evitare la guerra di carneficina e si rendeva conto che l'unica soluzione per fermare la macchina da guerra nazista era il colpo di stato, ma dall'altra si rendeva conto che un tale atto avrebbe potuto portare al caos l'intera nazione tedesca. Nel febbraio del 1942, il generale Olbricht cercò di convincerlo a prendere parte attiva ai preparativi per un colpo di stato. Il 30 gennaio 1944, il colonnello Henning von Tresckow tentò ancora una volta di vincere le resistenze di Röhricht. Dopo il fallito complotto del 20 luglio, il figlio adottivo di Röhricht, Ulrich von Oertzen, uno dei cospiratori attivi, decise di suicidarsi. Röhricht pensò anch'egli all'idea del suicidio, ma poi vi rinunciò e continuò a combattere con un ideale fatalista in mente.
Dal dicembre 1943 al gennaio 1944 fu comandante del XX corpo d'armata. Dal marzo 1944 fu comandante del LIX corpo d'armata. Il 15 maggio 1944, ricevette la croce di cavaliere della Croce di ferro per i suoi servizi come comandante di divisione della 95ª divisione di fanteria. Il 1º settembre 1944, venne promosso General der Infanterie, ma alla fine di gennaio del 1945 venne sollevato dai suoi incarichi e trasferito in riserva. Insieme a Gerhart Hauptmann, Röhricht subì i bombardamenti aerei su Dresda nella metà di febbraio del 1945. Röhricht giunse il 1º aprile 1945 ai margini della foresta della Turingia quando venne catturato dagli inglesi. Venne portato in Inghilterra dove fu liberato nel settembre del 1947. Tornato in Germania, lavorò nella divisione storica dell'esercito tedesco e si dedicò anche all'attività di scrittore di questioni politiche e militari.